# Lokua Kanza

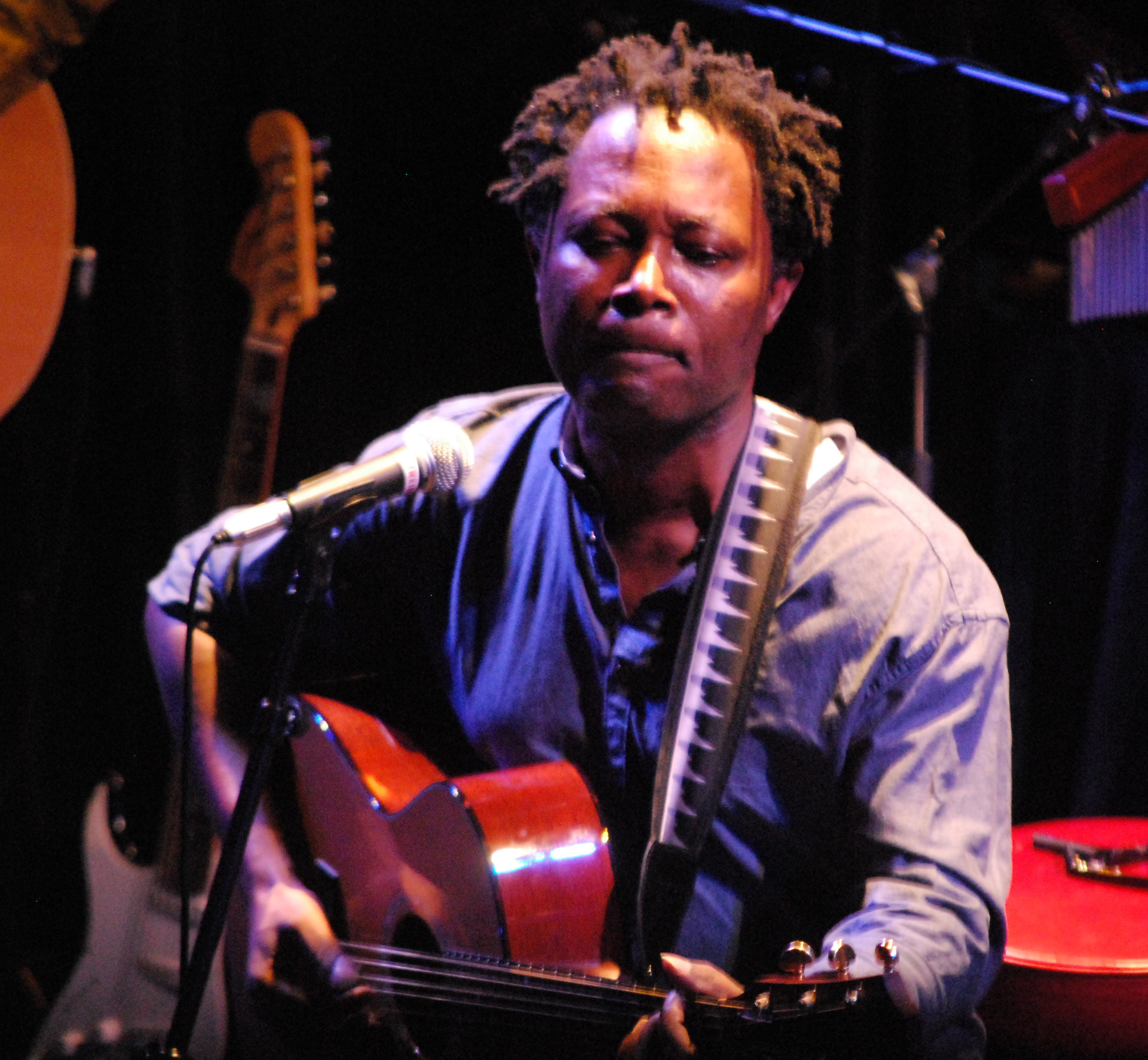
Lokua Kanza, Innsbruck, 2010

Pascal Lokua Kanza (* April 1958 in Bukavu, Süd-Kivu, ehemals Zaire) ist ein Sänger, Songwriter und Gitarrist aus dem Kongo, der die Musik seiner Heimat mit zeitgenössischen Mitteln interpretiert.

## Leben und Wirken
Kanza wuchs seit 1964 in Kinshasa auf, wo er im Kirchenchor sang. Nach dem Tod seines Vaters konnte er nur begrenzt die Schule besuchen, da er zum Lebensunterhalt beitragen musste. Als Musiker arbeitete er mit Ray Lema zusammen, der veranlasste, dass er das Konservatorium in Kinshasa besuchte. Er studierte dort klassische Gitarre und die Solfège. Dann war er bei Abeti Masekini und in regionalen Orchestern im Kongo, in Gabun und an der Elfenbeinküste als Gitarrist tätig. 
Seit 1984 lebt er in Frankreich, wo er zunächst ein Jahr bei Pierre Cullaz studierte und weiter mit Lema zusammenarbeitete (Album Bwana Zoulou Gang). Auch arrangierte er für Papa Wemba und nahm mit Geoffrey Oryema und mit Sixun auf. 1991 spielte er in der Makossa Soul Gang von Manu Dibango. Im Oktober 1992 spielte Lokua im Olympia in Paris mit Angélique Kidjo, begleitet von Julia Sarr und Didi Ekukuan. Dann legte er eigene Alben vor und ging international erfolgreich auf Tournee; bereits das erste wurde mit dem African Music Award ausgezeichnet. 1994 holte Youssou N’Dour den Sänger zu den Aufnahmen für sein Album The Guide (Wommat). Auch tourte er mit Peter Maffay und ist auf dessen Album Begegnungen zu hören. 1996 war er auf Deutschlandtour gemeinsam mit Marla Glen und trat mit seiner Gruppe im Vorprogramm auf. Weiterhin schrieb er Stücke für Miriam Makeba und Nana Mouskouri und produzierte das zweite Album von Sara Tavares. 

## Preise und Auszeichnungen
Kanza erhielt 1996 den Kora All African Music Award in der Kategorie Aufsteigender Künstler. 1999 wurde er mit RSH-Gold ausgezeichnet. Vom Africa Festival Würzburg bekam er für sein großes musikalisches Talent 2006 den Africa Festival Award.

## Diskographie
- Lokua Kanza (1993, Universal)
- Wapi Yo (1995, BMG)
- 3 (1998, Universal)
- Toyebi Te (2002, Universal)
- Toto Bona Lokua (2004, No Format Collection) mit Richard Bona und Gerald Toto
- Plus Vivant (2005, Universal)
- Nkolo (2010, World Village)